# Eoterfezia parasitica
Eoterfezia parasitica är en svampart som beskrevs av G.F. Atk. 1902. Eoterfezia parasitica ingår i släktet Eoterfezia och familjen Eoterfeziaceae.   Inga underarter finns listade i Catalogue of Life.